# Muscidifurax zaraptor
Muscidifurax zaraptor är en stekelart som beskrevs av Marcos Kogan och Legner 1970. Muscidifurax zaraptor ingår i släktet Muscidifurax och familjen puppglanssteklar.
Artens utbredningsområde är Barbados. Inga underarter finns listade i Catalogue of Life.